# Aurelia aurita
L'aurèlia (Aurelia aurita) és una espècie de medusa de la classe dels Escifozous, una de les més abundants. La seva distribució és cosmopolita i es troba en aigües de tot el món menys en les frígides dels pols. A l'Àsia, particularment a la Xina i Indonèsia, s'utilitza per a consum humà. La forma més habitual de menjar-la és després d'haver-la bullit i macerat amb oli de sèsam.
És una de les meduses freqüents al litoral català.

## Descripció
Té un cos circular, en forma de copa. El diàmetre de l'ombrel·la varia entre 250 i 400mm. La seva endoderma és de color blanc i transparent, i el seu ectoderma és transparent i sovint lleugerament blavós o rosat. La seva ombrel·la està envoltada per centenars de llargs i prims tentacles filamentosos i urticants, que capturen i paralitzen el zooplàncton del qual s'alimenta. També el pot atrapar sobre l'ombrel·la gràcies a un mucus enganxós pel qual llisca fins a la seva boca. Les seves nombroses terminacions nervioses blanques són visibles en el seu endoderma, des del centre fins a la vora de l'ombrel·la. Posseeix quatre gònades de ferradura disposades simètricament al voltant del centre de l'endoderma. En els mascles, les gònades són blanques o grogues i en les femelles roses o morades. Posseeix també quatre tentacles bucals translúcids que envolten el seu manubri (apèndix bucal). Neda contraient el seu cos en ondulacions regulars. Se la troba tant en alta mar com a prop de la costa, solitària o en grups. Freqüentment viatja a la deriva amb el plàncton, deixant-se arrossegar pel corrent. A vegades és llançada a terra en gran nombre, ja que no és una nedadora especialment poderosa i viu en aigües superficials de tots els mars del món.

## Reproducció
Es reprodueixen tant sexual com asexualment i per fecundació interna. Aconsegueixen la seva maduresa sexual a la primavera i estiu. La reproducció sexual té lloc mitjançant la unió de gàmetes i posteriorment els ous es desenvolupen en les gònades ubicades a les borses formades pels braços orals, a la part inferior de l'estómac. Després que els ous s'han convertit en larves, aquestes neden lliurement adherint-se a substrats durs i desenvolupant-se en petits animals sèssils (Scyphistomae). Aquests es reprodueixen asexualment i s'alimenten de plàncton fins a aconseguir arribar a la seva maduresa sexual després de tres mesos. Hi ha dimorfisme sexual entre mascles i femelles i no hi ha cura parental.

## Alimentació
S'alimenten principalment de plàncton i altres petits invertebrats com crustacis, poliquets, protozous, diatomees i ctenòfors.

## Distribució i hàbitat
Es troben generalment en aigües, llacs i llacunes costaneres d'esculls, principalment en aigües amb baixes concentracions de sal. La temperatura òptima per a aquests animals oscil·la entre els 9 i 19 graus Celsius, encara que es poden trobar també en aigües càlides.

## Observacions
És inofensiva per a l'home, malgrat la seva picada dolorosa.

## Galeria d'imatges

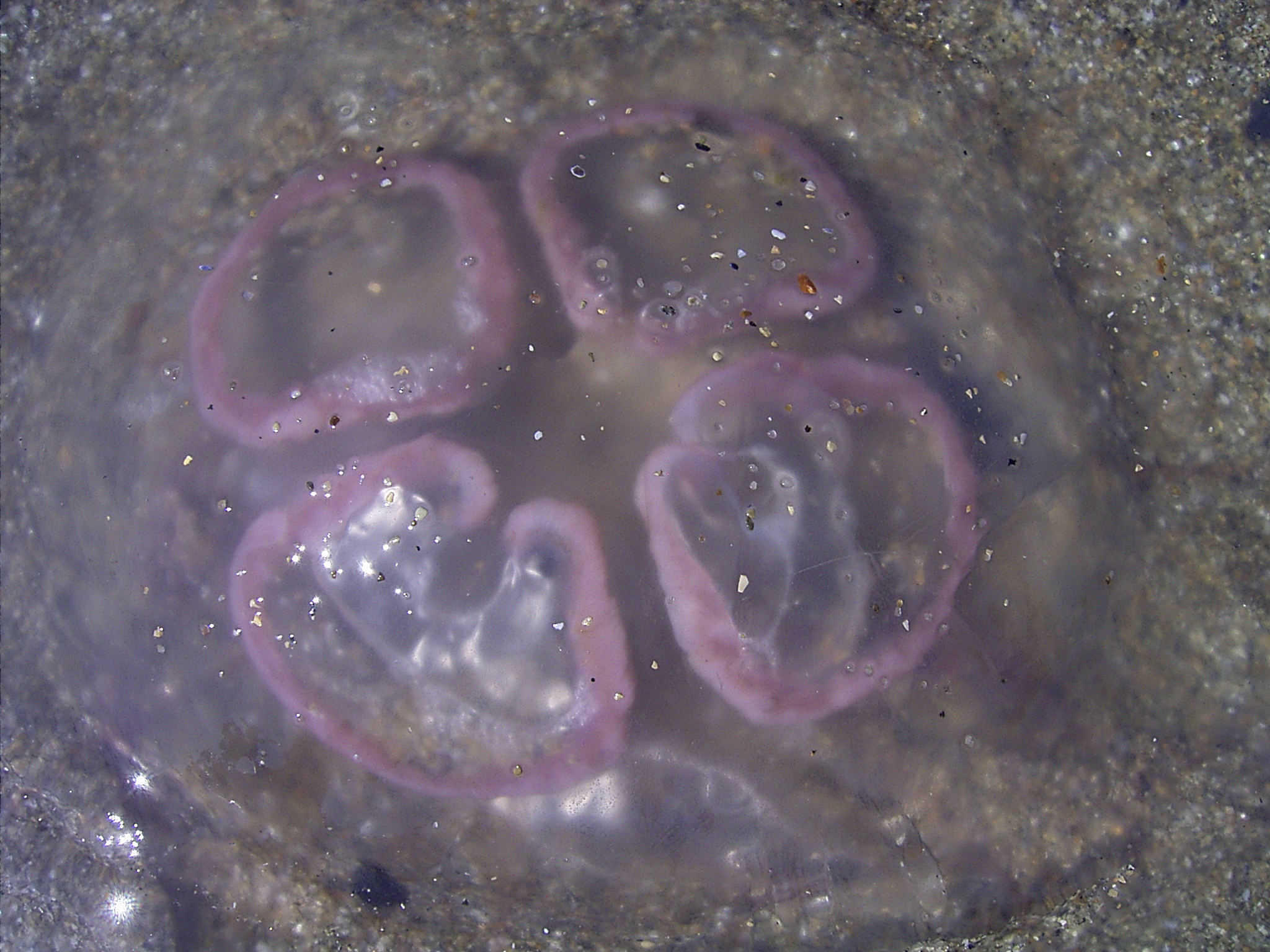
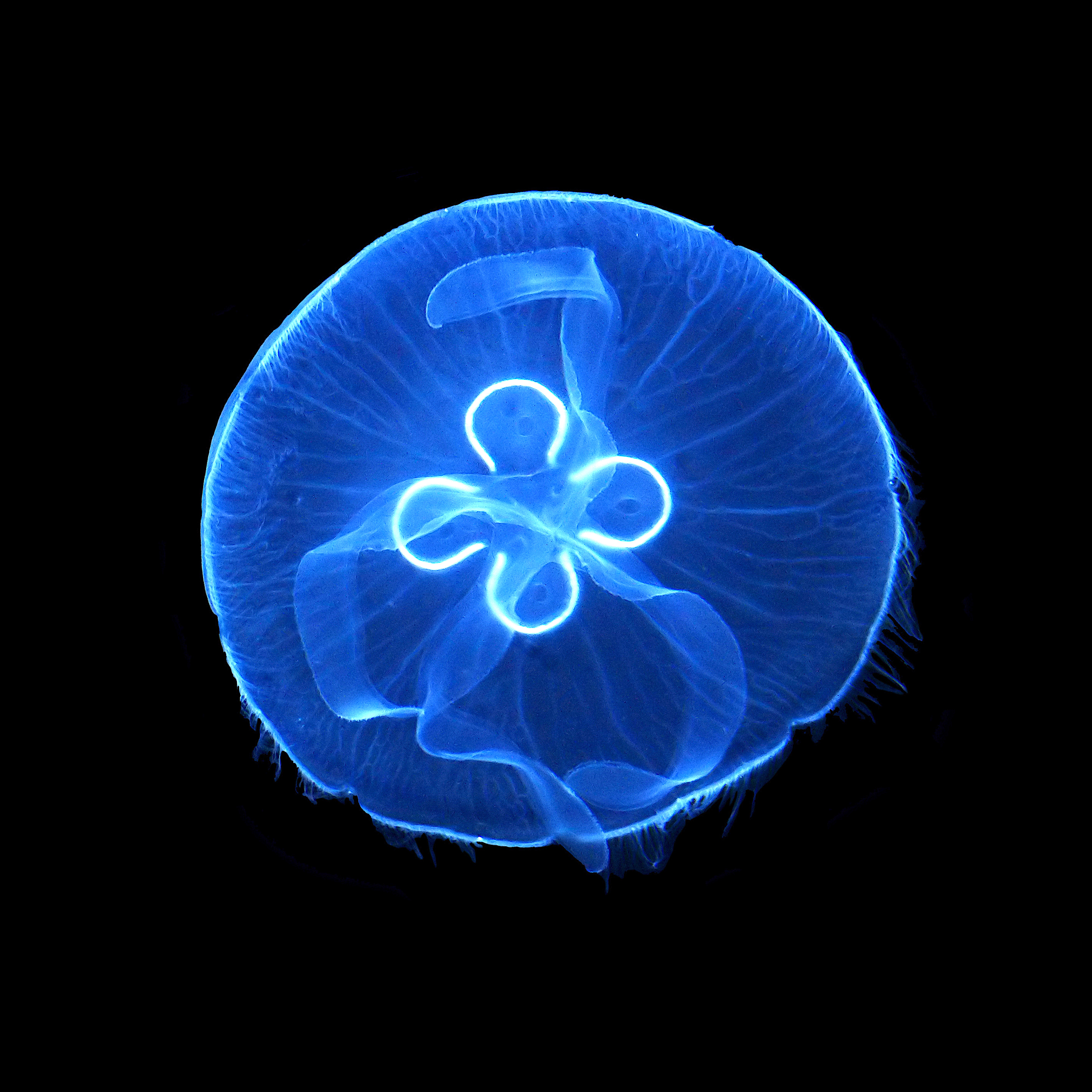
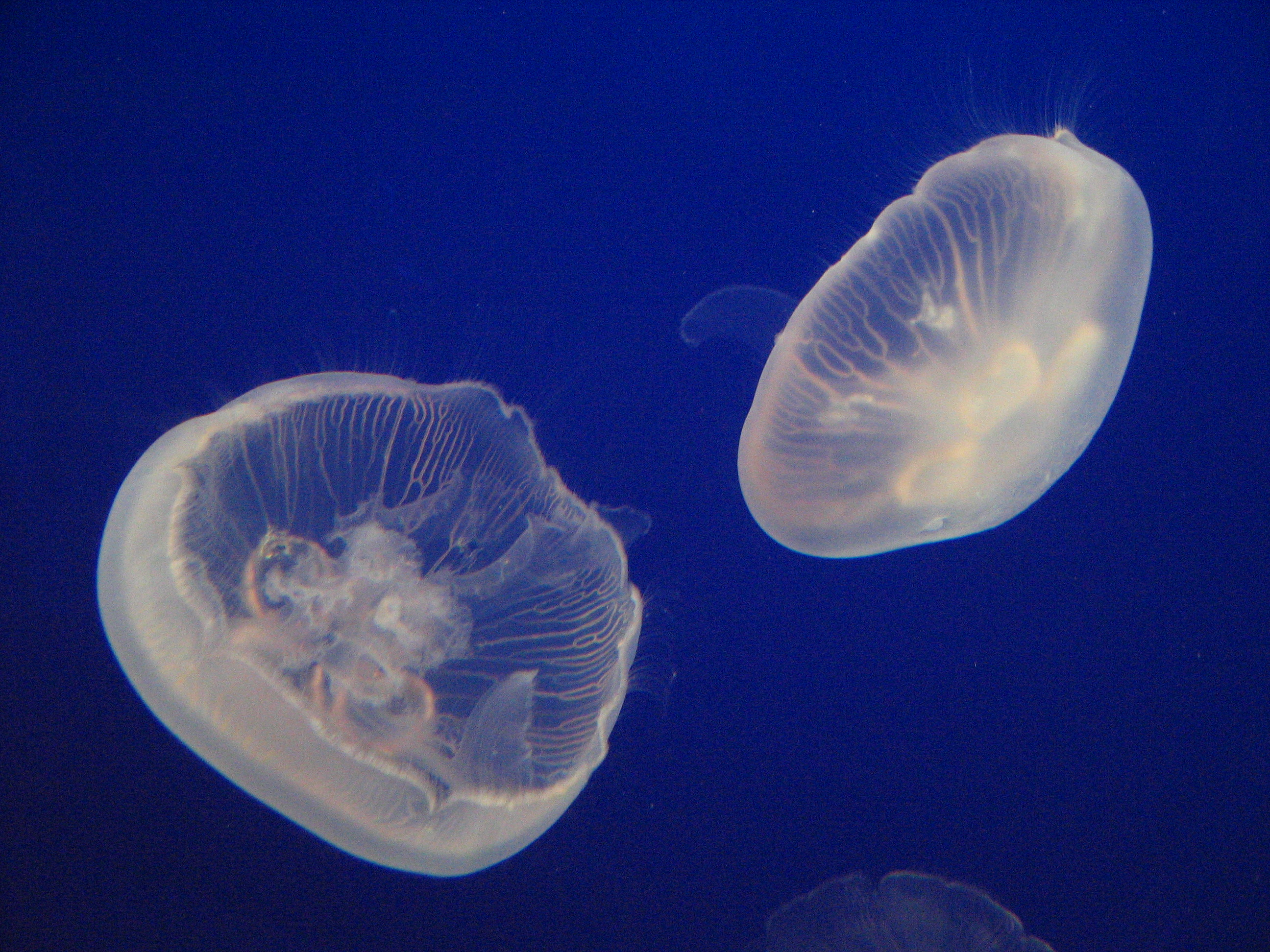
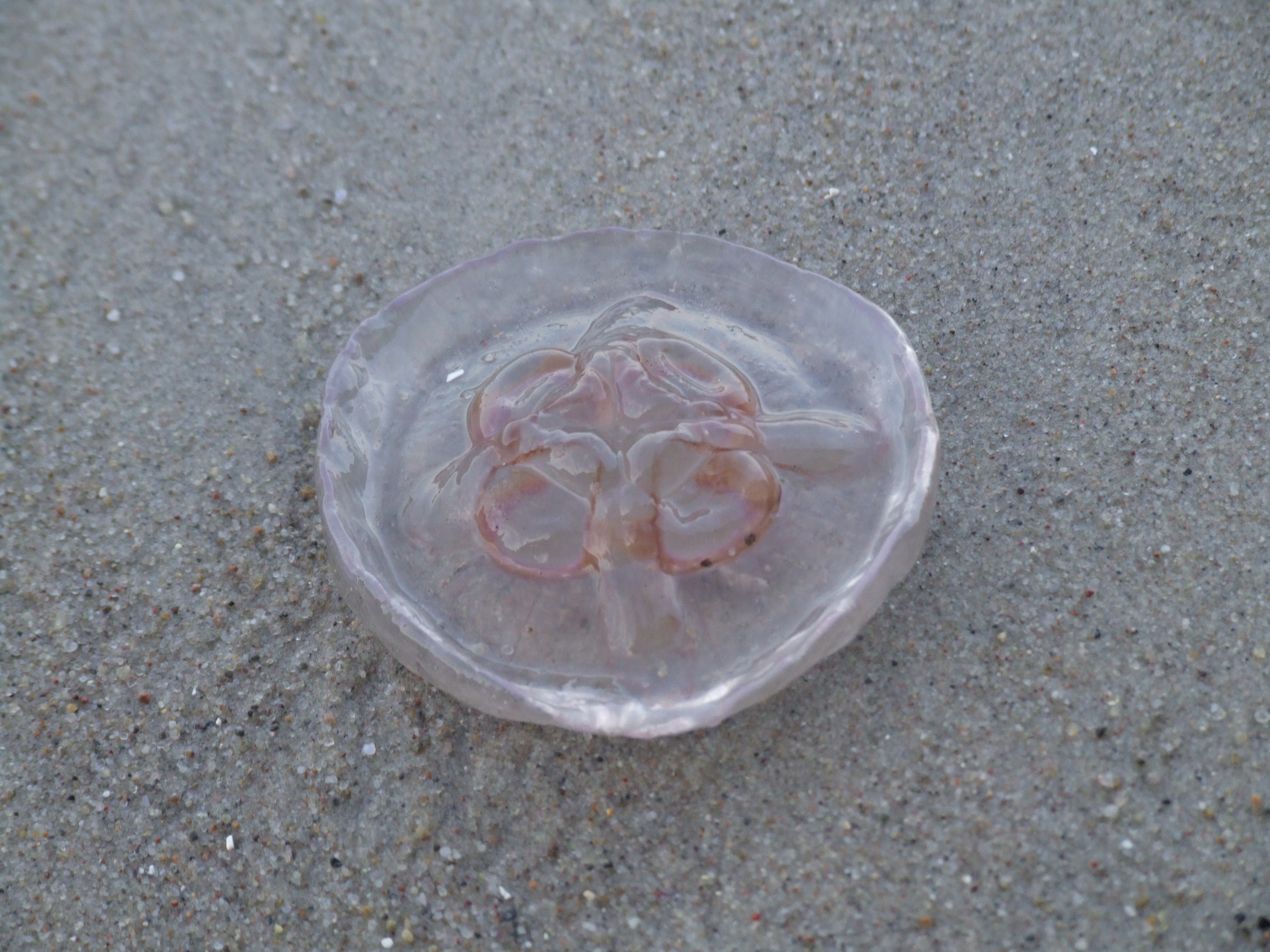
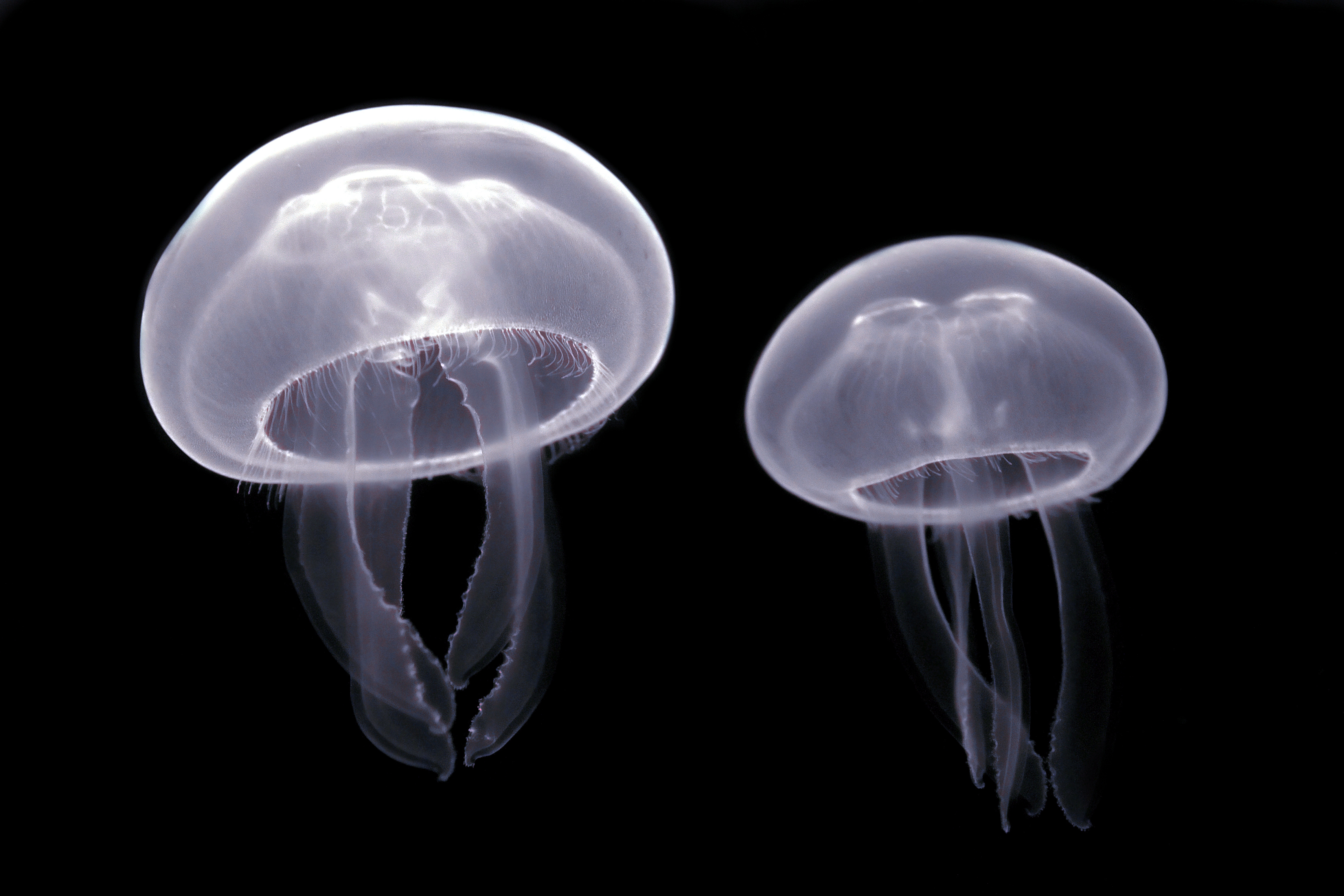
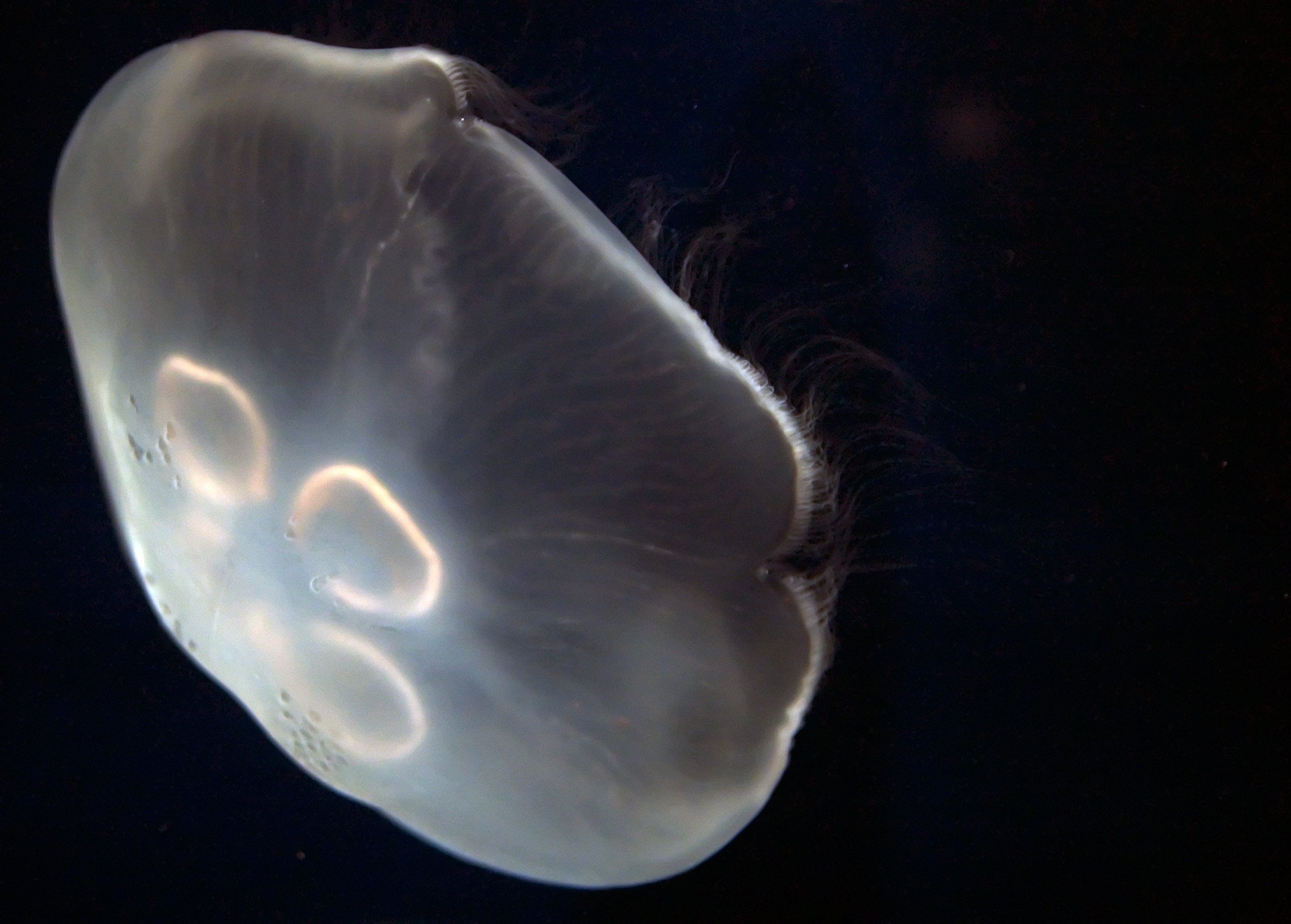
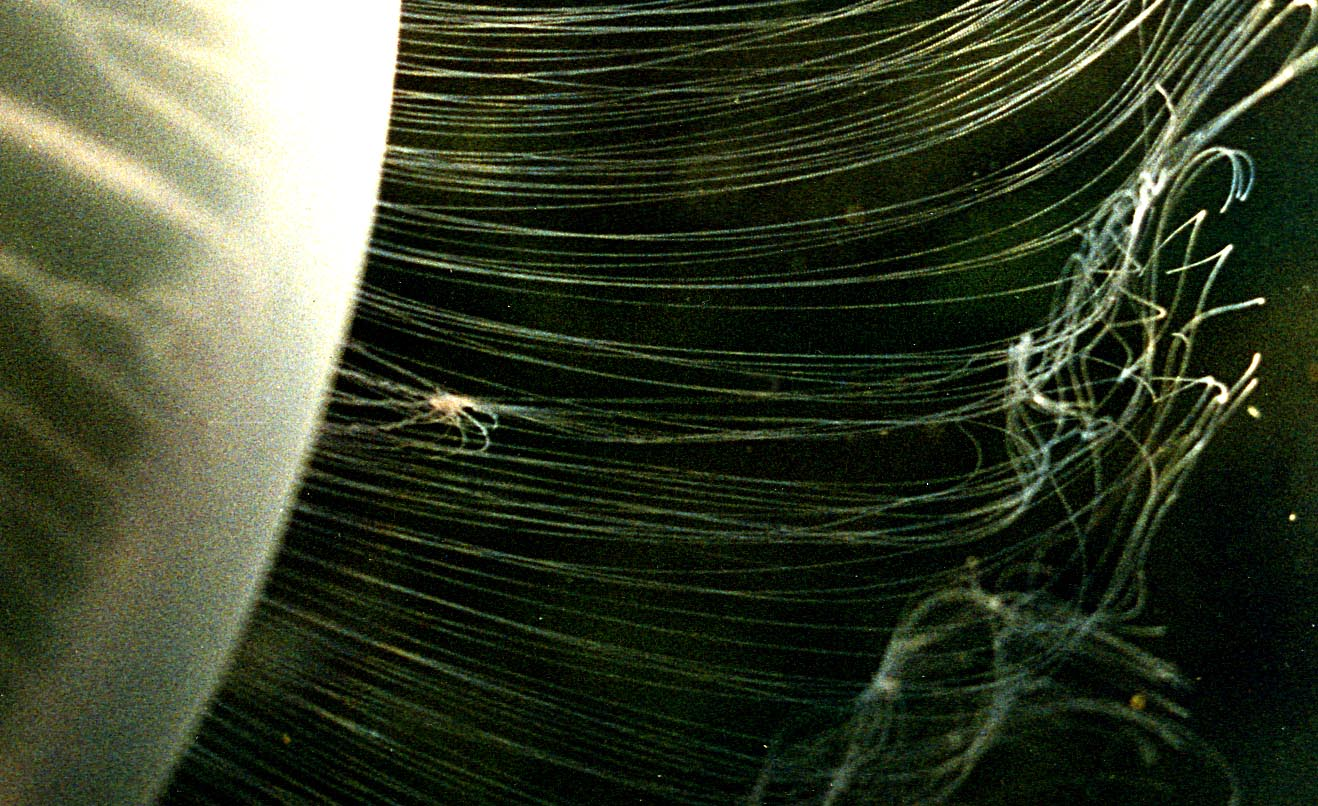
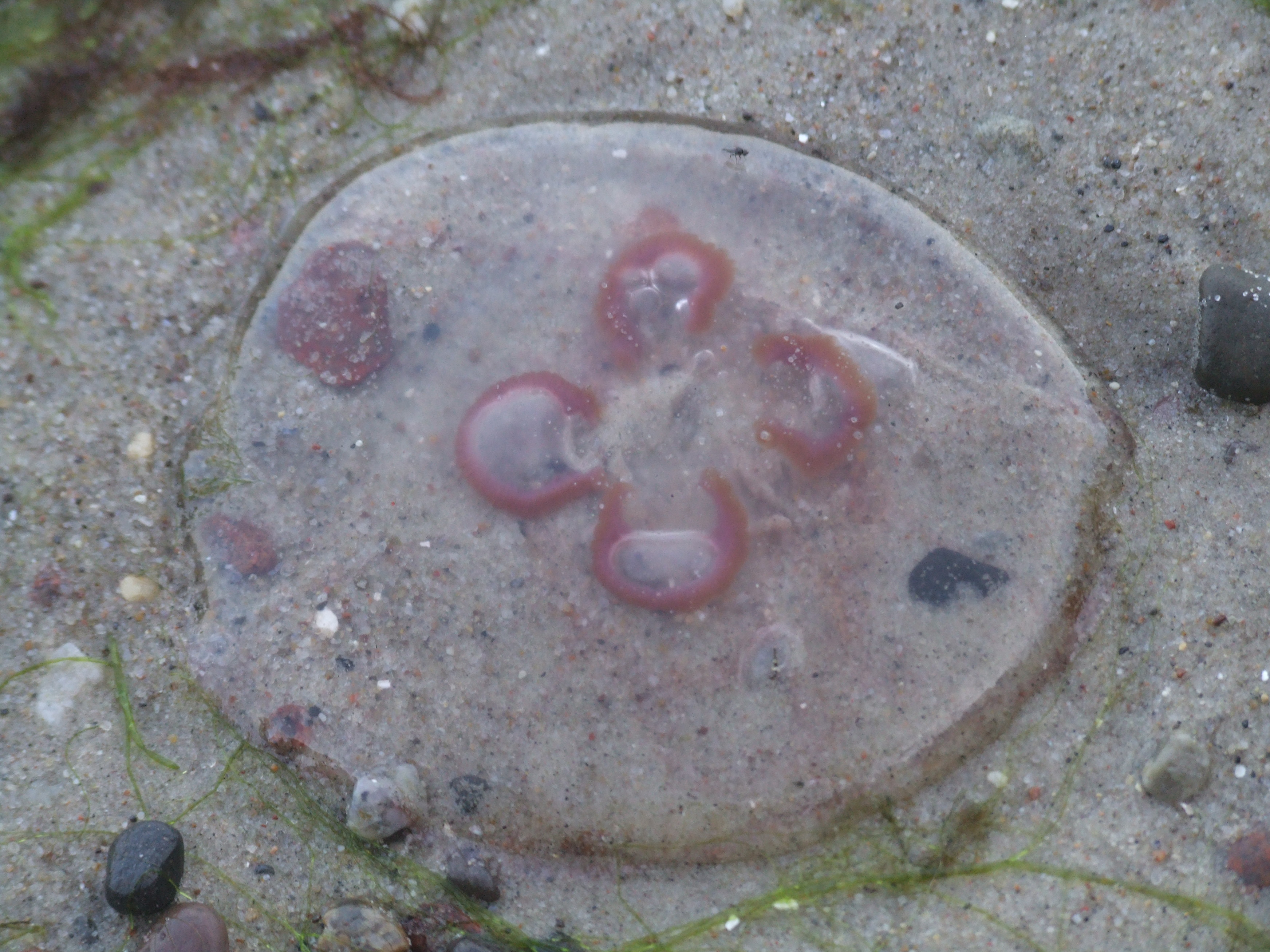
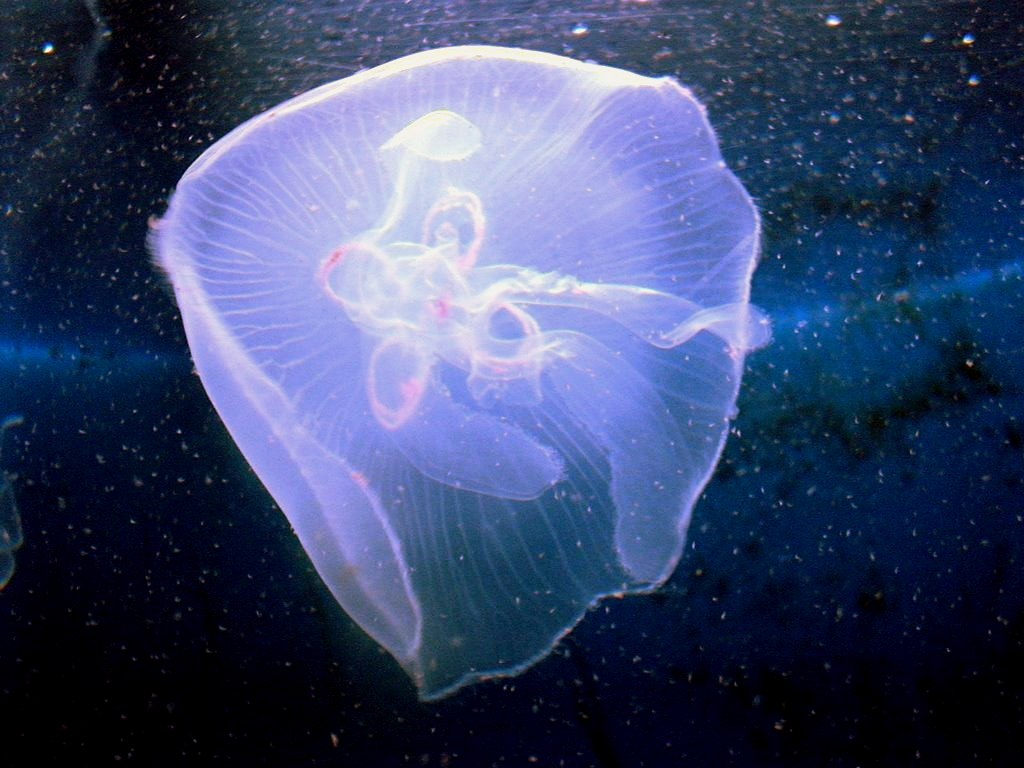